# Francesco Alberi
Francesco Alberi (Rimini, 3 marzo 1765 – Bologna, 24 gennaio 1836) è stato un pittore italiano, che si dedicò specialmente alla pittura storica, alla maniera di Jacques-Louis David.

## Biografia
Francesco Albéri fu professore all'Accademia di Belle arti di Bologna e pittore neoclassico e accademico.
Dipinse soprattutto affreschi, per lo più a Rimini e a Bologna. Rimane pittore poco ricordato e dalle qualità non eccelse.
Il figlio Clemente ottenne maggiore successo artistico.

## Opere scelte
- Allegoria di Napoleone come liberatore dell'Italia, 1800 ca.
- Ritratto di Elisa Bonaparte, 1827
- Madonna col Bambino, XIX sec.
- La prodigalità, Museo della città di Rimini
- La mansuetudine, Museo della città di Rimini

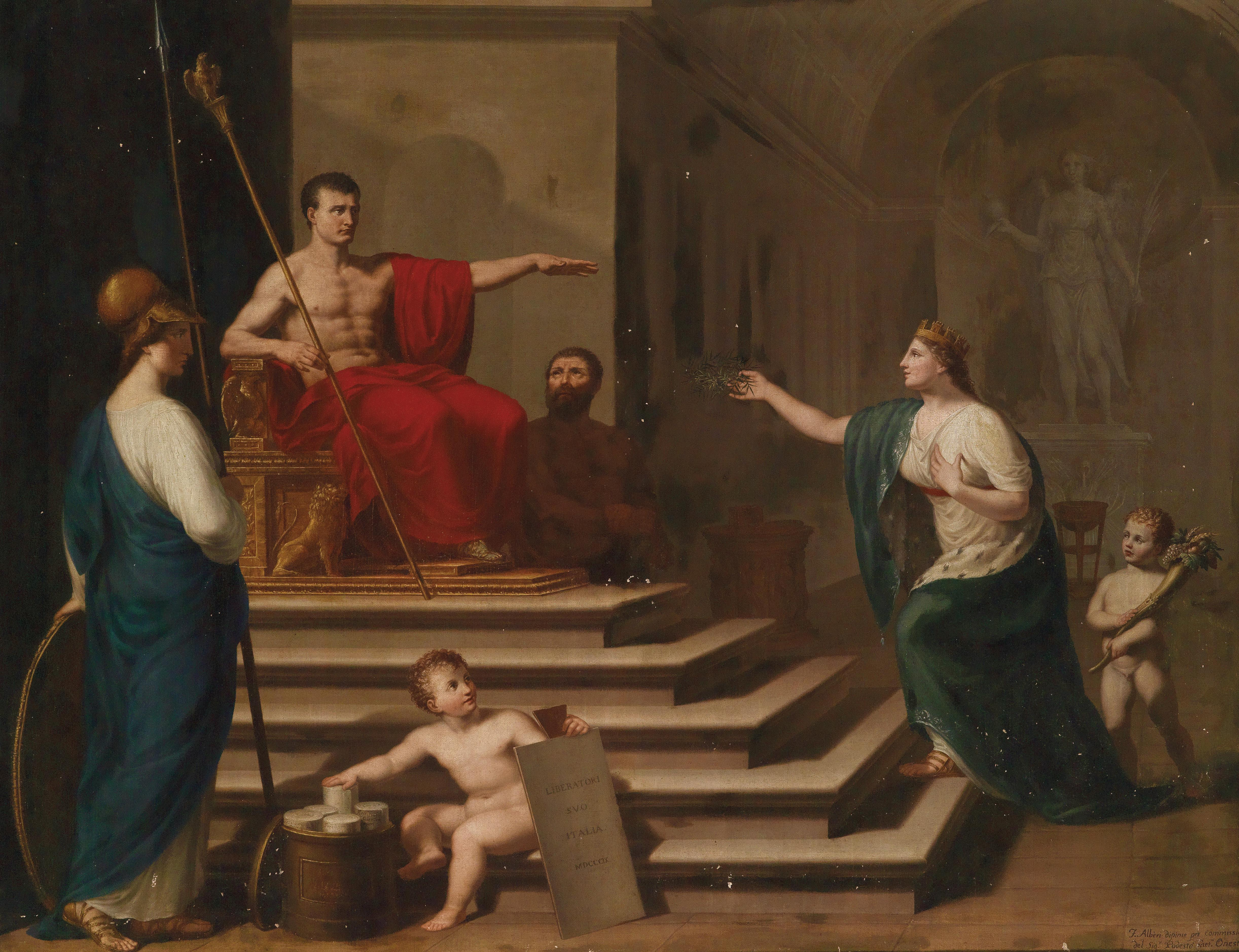
Allegoria di Napoleone come liberatore dell'Italia, 1800 ca.
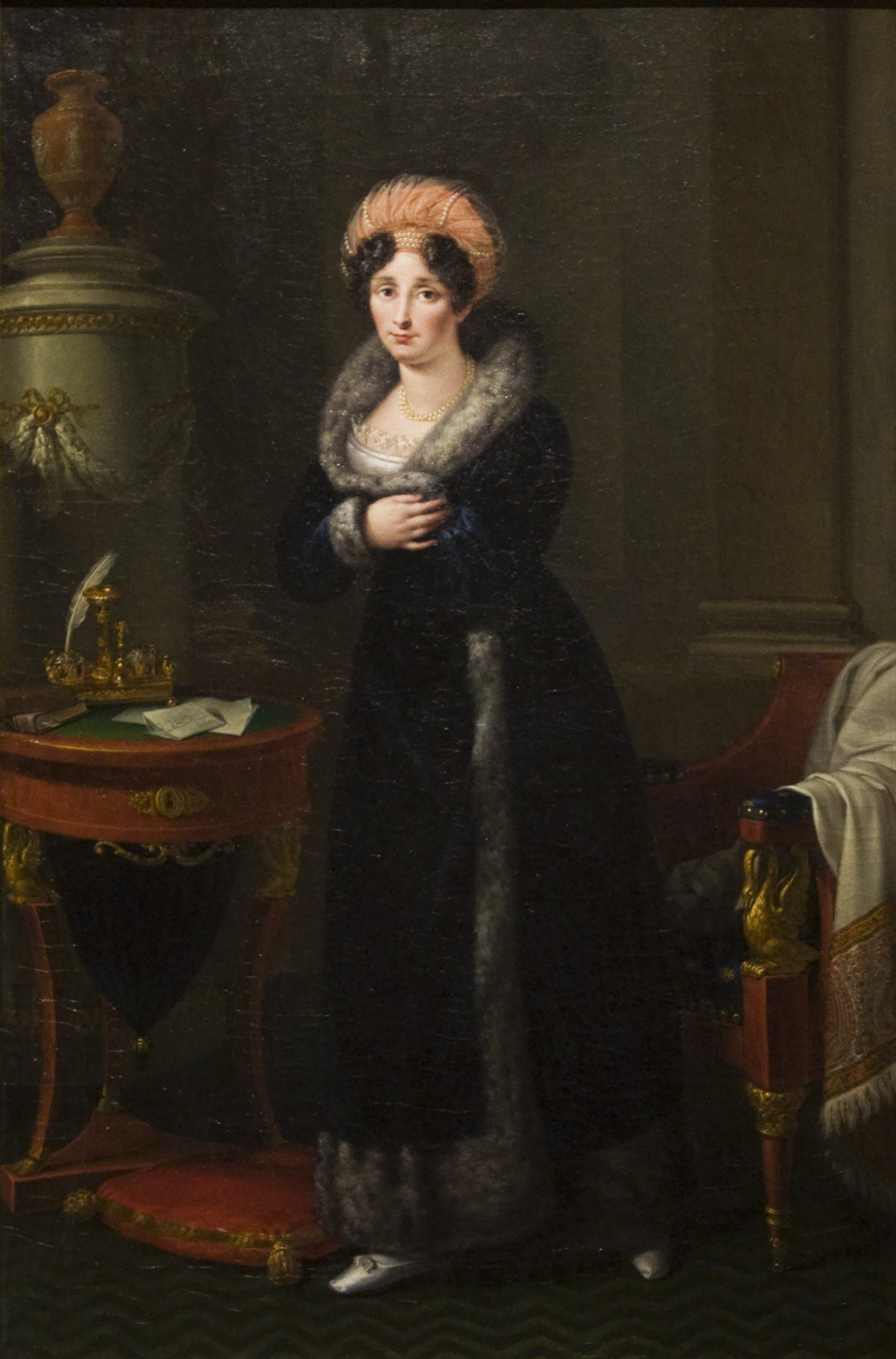
Ritratto di Elisa Bonaparte Baciocchi, 1827
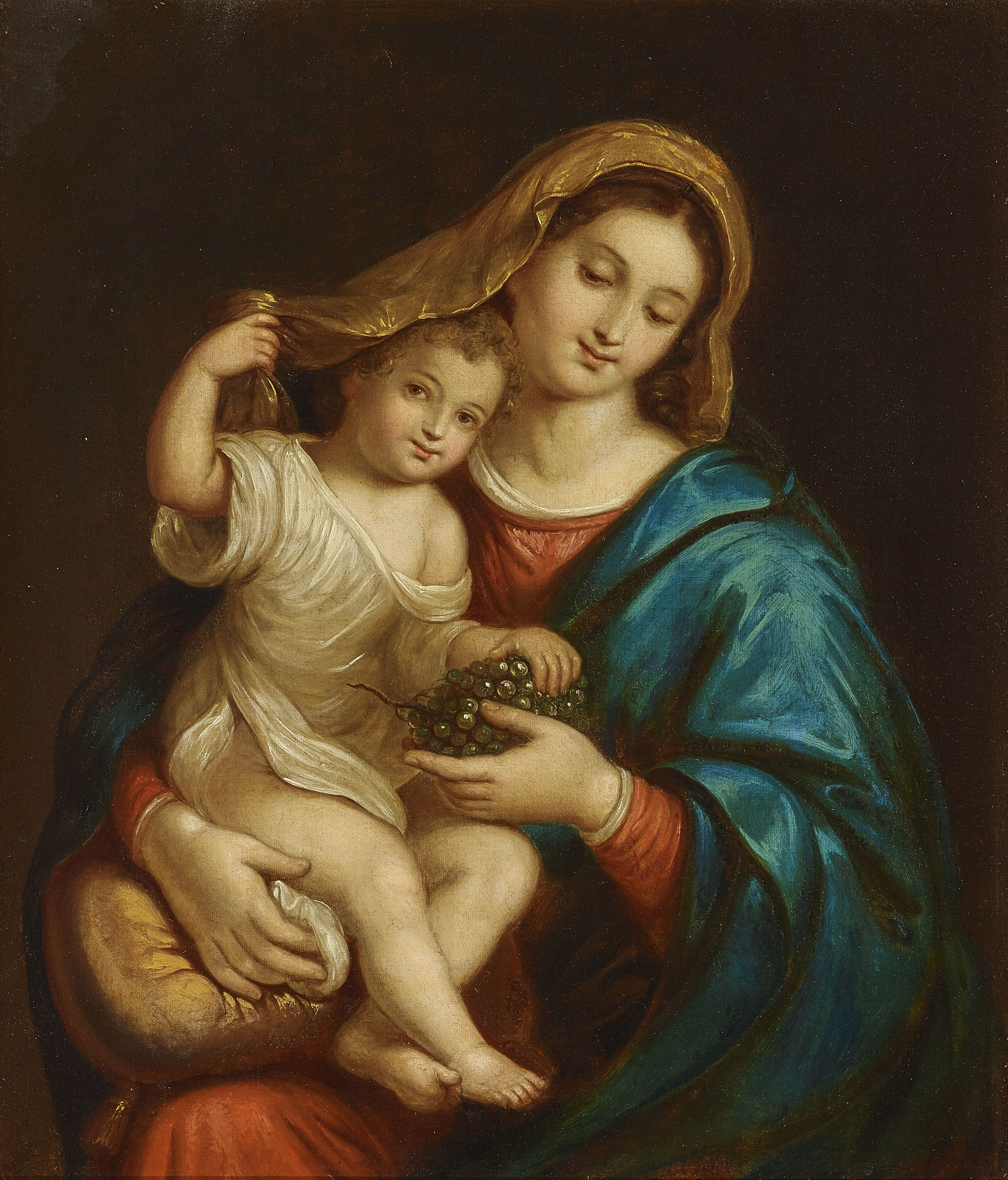
Madonna col Bambino, XIX sec.